# بمباردینو
بومباردینو یکی از نوشیدنی‌های محبوب در ایتالیاست که در فصل زمستان، به ویژه در پیست های اسکی نوشیده می‌شود و از ترکیب ادووکات یا اگ‌ناگ و برندی درست می شود.
معمولاً بومباردینو را با مخلوط کردن ۳/۴ لیکور تخم مرغ سنتی ایتالیایی (به عنوان مثال Vov یا Zabov) و ۱/۴ رام یا براندی تهیه می‌کنند.
بومباردینو داغ سرو می‌شود و در صورت تمایل روی آن خامه فرم گرفته ریخته می‌شود. بمباردینو انواع مختلفی دارد: با قهوه (calimero)، با رام (pirata) یا ویسکی (scozzese). در تهیه کالیمرو (بمباردینو با قهوه) براندی، Vov و اسپرسو را به نسبت برابر با هم ترکیب می‌کنند.
بمباردینو به ایتالیایی یعنی بمب کوچک و ظاهرا به دمای داغ و الکل بالای آن اشاره دارد. 